# Prêmio Guldbagge de Melhor Atriz

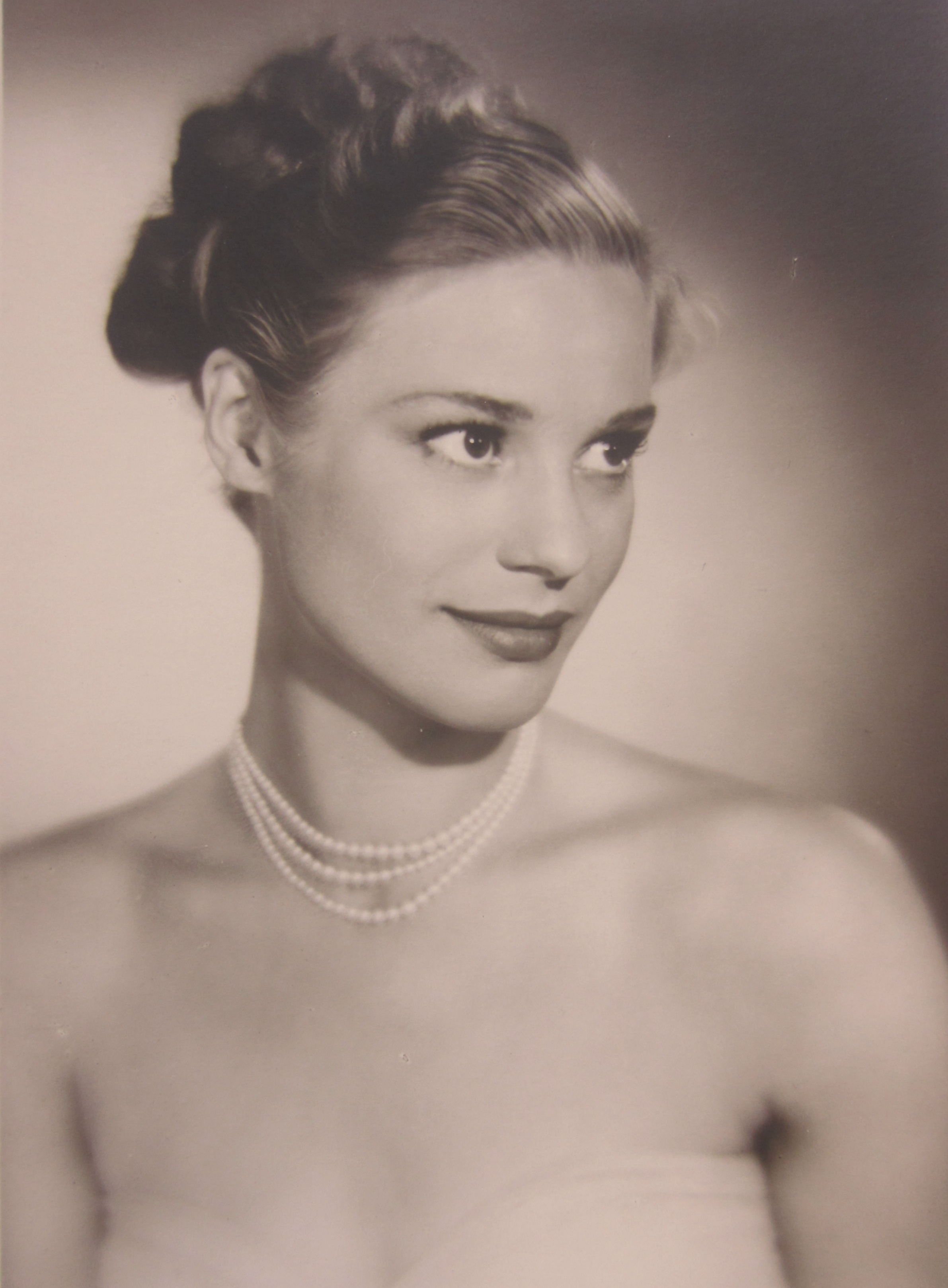
Ingrid Thulin foi a primeira atriz a ganhar o prêmio.

O Guldbagge de Melhor Atriz em Papel Principal é um prêmio concedido anualmente pelo Instituto Sueco do Cinema como parte dos Prêmios Guldbagge a atrizes que trabalham na indústria cinematográfica sueca. A única atriz que ganhou o prêmio três vezes foi Malin Ek.

## Vencedoras e indicadas
As vencedoras estão em negrito, seguidas das demais indicadas.

### Anos 1960-1969
- 1964: - Ingrid Thulin - Tystnaden
- 1965: - Eva Dahlbeck - Kattorna
- 1966: - Christina Schollin - Ormen
- 1967: - Bibi Andersson - Persona
- 1968: - Lena Nyman - Jag är nyfiken - en film i gult e Jag är nyfiken - en film i blått
- 1969: - Liv Ullmann - Skammen

### Anos 1970-1979
- 1970: - Anita Ekström - Jänken
- 1971: - não atribuído
- 1972: - Monica Zetterlund - Äppelkriget e Nybyggarna
- 1973: - Harriet Andersson - Viskningar och rop
- 1974: - Inga Tidblad - Pistolen
- 1975: - Lis Nilheim - Maria
- 1976: - Margaretha Krook - Släpp fångarne loss, det är vår!
- 1977: - Birgitta Valberg - Paradistorg
- 1978: - Lil Terselius - Den allvarsamma leken
- 1979: - Sif Ruud - En vandring i solen

### Anos 1980-1989
- 1980: - não atribuído
- 1981: - Gunn Wållgren - Sally och friheten
- 1982: - Sunniva Lindekleiv, Lise Fjeldstad e Rønnaug Alten - [Liten Ida
- 1983: - Malin Ek - Mamma (ex aequo) Kim Anderzon - Andra dansen
- 1984: - Gunilla Nyroos - Berget på månens baksida
- 1985: - Malin Ek - Falsk som vatten
- 1986: - Stina Ekblad - Amorosa e Ormens väg på hälleberget
- 1987: - Lene Brøndum - Hip hip hurra!
- 1988: - Lena T. Hansson - Livsfarlig film
- 1989: - Viveka Seldahl - S/Y Glädjen

### Anos 1990-1999
- 1990: - Malin Ek - Skyddsängeln
- 1991: - Gunilla Röör - Freud flyttar hemifrån...
  - Ghita Nørby - Freud flyttar hemifrån...
  - Gloria Tapia - Agnes Cecilia – En sällsam historia
- 1992: - Pernilla August - Den goda viljan
  - Helena Bergström - Änglagård
  - Tova Magnusson Norling - Svart Lucia
- 1993: - Helena Bergström - Pariserhjulet e Sista dansen
  - Basia Frydman - Kådisbellan
  - Marika Lagercrantz - Drömmen om Rita e Morfars resa
- 1994: - Suzanne Reuter - Yrrol – En kolossalt genomtänkt film
  - Angeles Cruz - La hija del Puma
  - Viveka Seldahl - Änglagård – Andra sommaren
- 1995: - Gunilla Röör - Sommaren
  - Marika Lagercrantz - Lust och fägring stor
  - Stina Ekblad - Pensionat Oskar
- 1996: - Ghita Nørby - Hamsun
  - Gunilla Nyroos - Rusar i hans famn
  - Lina Englund - Vinterviken
- 1997: - Johanna Sällström - Under ytan
  - Camilla Lundén - Spring för livet
  - Lena Endre - Spring för livet
- 1998: - Alexandra Dahlström e Rebecka Liljeberg - Fucking Åmål
  - Lena Endre - Sanna ögonblick
  - Anna Wallander - Hela härligheten
- 1999: - Katarina Ewerlöf - Tomten är far till alla barnen
  - Harriet Andersson - Happy End
  - Regina Lund - The Lake'

### Anos 2000-2009
- 2000: - Lena Endre - Trolösa
  - Sara Sommerfeld - Vingar av glas
  - Lia Boysen - Det nya landet
- 2001: - Viveka Seldahl - En sång för Martin
  - Maria Lundqvist - Familjehemligheter
  - Helena Bergström - Sprängaren
- 2002: - Oksana Akinshina - Lilja 4-ever
  - Elisabet Carlsson - Grabben i graven bredvid
  - Tuva Novotny- Den osynlige
- 2003: - Ann Petrén - Om jag vänder mig om
  - Pernilla August - Detaljer
  - Livia Millhagen - Miffo
- 2004: - Maria Kulle - Fyra nyanser av brunt
  - Sofia Helin - Dalecarlians
  - Frida Hallgren - Så som i himmelen
- 2005: - Maria Lundqvist - Äideistä parhain
  - Tuva Novotny - Den osynlige
  - Amanda Ooms - Harrys döttrar
- 2006: - Haddy Jallow - Säg att du älskar mig
  - Oldoz Javidi - När mörkret faller
  - Amanda Ooms - Searching
- 2007: - Sofia Ledarp - Den man älskar
  - Julia Högberg - Den nya människan
  - Michelle Meadows - Darling
- 2008: - Maria Heiskanen - Maria Larssons eviga ögonblick
  - Lena Endre - Himlens hjärta
  - Cecilia Milocco - 'De ofrivilliga
- 2009: - Noomi Rapace - Män som hatar kvinnor
  - Malin Crépin - I skuggan av värmen
  - Stina Ekblad - Det enda rationella

### Anos 2010-2019
- 2010: - Alicia Vikander - Till det som är vackert
  - Noomi Rapace - Svinalängorna
  - Pernilla August - Miss Kicki
- 2011: - Ann Petrén - Happy End
  - Helen Sjöholm - Simon och ekarna
  - Magdalena Poplawska - Between Two Fires
- 2012: - Nermina Lukac - Äta sova dö
  - Pernilla August - Call Girl
  - Linda Molin - Bitchkram
- 2013: - Edda Magnason - Monica Z
  - Anna Odell - The Reunion
  - Gunilla Röör - En gång om året
- 2014: - Saga Becker - Nånting måste gå sönder
  - Lisa Loven Kongsli - Turist
  - Vera Vitali - Min så kallade pappa
- 2015: - Malin Levanon - Tjuvheder
  - Shima Niavarani- She's Wild Again Tonight
  - Felice Jankell - Unga Sophie Bell
- 2016: - Maria Sundbom - Flickan, mamman och demonerna
  - Karin Franz Körlof - Den allvarsamma leken
  - Tuva Jagell - Pojkarna
  - Jessica Szoppe - Sophelikoptern
- 2017: - Lene Cecilia Sparrok - Sameblood
  - Evin Ahmad - Dröm vidare
  - Jennie Silfverhjelm - All Inclusive
  - Mia Skäringer - Solsidan
- 2018: - Eva Melander - Gräns
  - Alba August - Unga Astrid
  - Zahraa Aldoujaili - Amatörer
  - Leonore Ekstrand - Toppen av ingenting
- 2019: - Emelie Garbers - Aniara
  - Pernilla August - Britt-Marie var här
  - Vigdis Hentze Björck - Fågelfångarens Son
  - Sanna Sundqvist - Call Mom!

### Anos 2020-presente
- 2020: - Ane Dahl Torp - Charter
  - Irma von Platen - Inland
  - Josefin Neldén - Psykos i Stockholm
  - Josefine Stofkoper - Psykos i Stockholm
- 2021: - Sofia Kappel - Pleasure
  - Lisa Carlehed - Utvandrarna
  - Wendy Chinchilla Araya - Clara Sola
  - Cecilia Milocco - Knackningar
- 2022: - Sigrid Johnson - Comedy Queen
  - Bahar Pars - Maya Nilo (Laura)
  - Vera Vitali - Länge leve Bonusfamiljen
  - Katia Winter - Året jag slutade prestera och började onanera